# Скрадински бук
Скрадински бук је водопад на ријеци Крки у Далмацији, Република Хрватска. Налази се код градића Скрадина унутар националног парка Крка.
Састоји се од 17 малих слапова, који падају низ степенасто поређане бигрене преграде, на дужини од 800 m. Бигрене преграде (каскаде) су настале акумулацијом травертина, излученог из воде и широке су 200 до 400 m, са укупном висинском разликом од 46,7 m. Између њих су језерца и острвца. Због издизања бигрене преграде, узводно је дошло је до ујезеравања вода Крке и Чиколе.